# Voray-sur-l'Ognon
Voray-sur-l'Ognon è un comune francese di 842 abitanti situato nel dipartimento dell'Alta Saona nella regione della Borgogna-Franca Contea.

## Società

### Evoluzione demografica
Abitanti censiti